# تشرنا (ناحیه ژدار ناد سازاوو)
تشرنا (به چکی: Černá) یک منطقهٔ مسکونی در جمهوری چک است که در ناحیه ژدار ناد سازاووو واقع شده‌است. تشرنا ۱۰٫۴۴ کیلومتر مربع مساحت و ۳۱۵ نفر جمعیت دارد و ۵۲۳ متر بالاتر از سطح دریا واقع شده‌است.